# Michael Cain
Michael Cain (Los Angeles, 2 april 1966) is een Amerikaanse jazzpianist, -componist en dichter.

## Biografie
Cain ging naar verschillende universiteiten, te beginnen met de Universiteit van Noord-Texas. Hoewel hij aanvankelijk een jazzgrootheid was, vond hij dat de klassieke muziek meer van zijn tijd in beslag nam en schakelde hij over op die major. Van daaruit verhuisde hij naar Los Angeles en studeerde verder klassieke piano aan de University of Southern California, om uiteindelijk aan het California Institute of the Arts in Valencia (Californië) te belanden, waar hij zowel academisch als afstudeerwerk deed. Cain behaalde in 1988 een bachelordiploma in jazzpiano en in 1990 een masterdiploma in de schone kunsten.
Cain verhuisde in 1990 naar New York en begon op te treden met veel leden van M-Base, een in Brooklyn gevestigd collectief van musici, eerst met Greg Osby en later met onder andere Robin Eubanks en Lonnie Plaxico. Datzelfde jaar nam hij zijn eerste cd Strange Omen op als leider voor het label Candid Records, een trio-opname met Glen Velez op handpercussie en Bruce Saunders op gitaar. Later dat jaar begon Michael te spelen met Jack DeJohnette en werd hij lid van diens band Special Edition.
In 1991 begon Cain ook te spelen met het Anthony Cox-kwartet met Dewey Redman op saxofoon en Billy Higgins op drums. Die band deed verschillende Europese tournees en nam de twee cd's Dark Metals en Factor of Faces op voor Island Records, waarop ook Ralph Peterson op drums stond.
Van 1995 tot 1997 was Cain assistent-professor aan de afdeling Jazz en Hedendaagse Media van de Eastman School of Music in Rochester (New York).
In 1997 trad Cain toe tot de faculteit van het New England Conservatory of Music in Boston, waar hij verschillende ensembles leidde, les gaf in ritmische analyse en privé pianoles gaf. In het schooljaar 1997-1998 was Michael de diversiteitscoördinator van de school, een administratieve functie die zich richtte op kwesties van diversiteit in al zijn implicaties op universitair niveau. Van 1999 tot nu is Michael directeur geweest van de Digital Playground, een muziekopleiding en opnameprogramma op de Hoboken Charter School in Hoboken (New Jersey). Dit programma geeft muziekles aan studenten van klas 3-12 door hen te helpen hun eigen muziek te maken, op te nemen en te verspreiden.
Cain was muzikaal directeur van de New Yorkse première van Crossroads (2001) van de Jose Limón Dance Company, een samenwerking tussen componist James Newton en choreograaf Donald McKayle.
Tijdens zijn professionele carrière als pianist speelde hij met en voor musici als Ravi Coltrane, Billy Higgins, Marlena Shaw, Gerald Wilson, James Newton, Billy Hart, Anthony Cox, Greg Osby, Robin Eubanks, Lonnie Plaxico, Jack DeJohnette, Ralph Peterson, Dave Holland, Bobby McFerrin, Meshell Ndegeocello, Carlos Ward, Ray Anderson, Charles Neville, Hassan Hakmoun, Oliver Lake, Reggie Workman, Mýa, Kip Hanrahan, Noreaga, Cindy Blackman, Joshua Redman, Victor Bailey, Bobby Previte, Frank Lacy, Bennie Maupin, Pheeroan akLaff, Eric Person, Gary Thomas, Vernon Reid, Marty Ehrlich, Gene Jackson, James Genus, Steve Swallow, Andrew Cyrille, Steve Coleman, John Scofield, Jeff 'Tain' Watts, Stanley Turrentine, Don Alias en vele anderen.
In 2008 trad Cain toe tot de Faculty of Music at Brandon University in Brandon (Manitoba) in Canada, waar hij verschillende ensembles leidt en les geeft in het jazzcurriculum en de piano.
Het album Sola uit 2015 werd goed beoordeeld. JazzdaGama zei: "Michael Cain voelt muziek gepassioneerd en kleurrijk aan en de deskundige muzikaliteit en liefdevolle zorg die hij in zijn werk steekt is duidelijk" De recensie van The Huffington Post merkte op dat "Cain's meest recente werk een uitgesproken elektronische neiging heeft gehad met kleuren en texturen, die zich lijken te lenen van elementen uit de jazz, hiphop en Electronic Dance Music".
De meest recente publicatie van Cain is Hoo Doo met Michael Cain (toetsen), Eric Platz en Angelo Stokes (drums), Scott Brown en Matthew Fricke (gitaar), Aren Teerhuis (saxofoon), Stormy Allen (trombone) en Tondrae Kemp (zang).

## Discografie

### Als leader/co-leader
| Jaar opname | Titel                     | Label             | Opmerkingen                                                                            |
| ----------- | ------------------------- | ----------------- | -------------------------------------------------------------------------------------- |
| 1990        | Strange Omen              | Candid            | Trio, met Bruce Saunders (gitaar), Glen Velez (percussie)                              |
| 1991        | What Means This?          | Candid            | Kwartet, met Anthony Cox (bas), Marvin 'Smitty' Smith (drums), Paul Hannah (percussie) |
| 1994        | Evidence of Things Unseen | MA                | Solo piano                                                                             |
| 1996        | Circa                     | ECM Records       | Trio, met Ralph Alessi (trompet, bugel), Peter Epstein (sopraansax, tenorsax)          |
| 2000        | Pfhew                     | MA                | Trio, met Ralph Alessi (trompet, bugel), Peter Epstein (sopraansax, tenorsax)          |
|             | Brooklyn Waters           | Telepathy         | Duo, co-geleid met Pheeroan akLaff (drums, percussie)                                  |
| 2008?       | The Green Eyed Keeper     | Native Drum Music |                                                                                        |
|             | Indira                    | Muzak/ENJA        |                                                                                        |
| 2011        | Solo                      | Native Drum Music | Solo piano, synthesizer, electronics                                                   |
| 2015        | Sola                      | Native Drum Music | Keys/programmering                                                                     |
| 2018        | Hoo Doo                   | Native Drum Music | Keys                                                                                   |

### Als sideman
Met Ravi Coltrane
- Moving Pictures (RCA/BMG)

Met Jack DeJohnette
- 1991: Earthwalk (Blue Note)
- 1992: Music for the Fifth World (Manhattan)
- 1994: Extra Special Edition (Blue Note)
- 1995: Dancing with Nature Spirits (ECM)
- 1997: Oneness (ECM)

Met Robin Eubanks
- 1994: Mental Images (JMT)

Met Gary Thomas
- 1991: The Kold Kage (JMT)

Met Gerald Wilson
- 1989: Jenna (Discovery)

- Bibliothèque nationale de France: cb139943014 (data)
- Gemeinsame Normdatei: 134742842
- Library of Congress Control Number: n2007065740
- MusicBrainz: ddfe5f94-f85f-46b1-aec6-354c8cc190ad
- Nationale Bibliotheek van Tsjechië: xx0040673
- Virtual International Authority File: 38829911
- WorldCat: E39PBJtMpWGPdCwD4h6rC6JhpP